# Kyphosus cinerascens
Espèce
Kyphosus cinerascens, appelé aussi Calicagère bleue ou Saupe grise, est une espèce de poisson herbivore de la famille des Kyphosidae. On la retrouve principalement dans la mer Rouge, l’océan Pacifique, Indien, Atlantique et dans les Caraïbes. Elle a été découverte par Forsskål en 1775.

## Description

### Caractéristiques principales
Cette espèce mesure environ 45 cm de long, la taille maximale enregistrée est de 50 cm.

### Morphologie et anatomie

#### Corps
Kyphosus cinerascens possède un corps allongé et elliptique plus profond par rapport aux autres espèces de Kyphosus. Il a une tête assez courte avec une région inter-orbitaire relativement large. La tête a l’air inclinée au-dessus des yeux, ce qui donne au museau une apparence de bec. La bouche terminale est légèrement oblique.
Les dents sont lancéolées et ressemblent à des incisives. Elles sont disposées en une seule rangée sur la mâchoire supérieure et inférieure. Un plus petit groupe de petites dents coniques sont disposées en 3-4 rangées sur le toit et le plancher de la bouche, situées bien en arrière de la rangée externe avant des dents.
Concernant les nageoires, la nageoire dorsale a 10-11 épines et 12-13 rayons mous tandis que la nageoire anale possède 3 épines et 11-13 rayons mous. La partie molle de ces deux nageoires est relativement haute. Ensuite, le pédoncule caudal est allongé mais, pas profond et la nageoire pelvienne est plus courte que la nageoire pectorale.
Les écailles sont rugueuses et s’étendent de l’arrière de l’œil jusqu’à la nageoire caudale. Elles couvrent également la région inter-orbitaire en s’étendant sur le dos du museau et sur le dos de la nageoire caudale. Parfois, il y une marge plus sombre sur le bord postérieur des écailles chez les individus de couleur plus claire.

#### Couleur
La couleur de cette espèce varie du gris bleuté au brun/noir. Ces écailles peuvent paraitre bleu foncé dans certaines situations. Si l’espèce est plus légèrement colorée, les écailles peuvent paraitre plus sombres à la lumière.

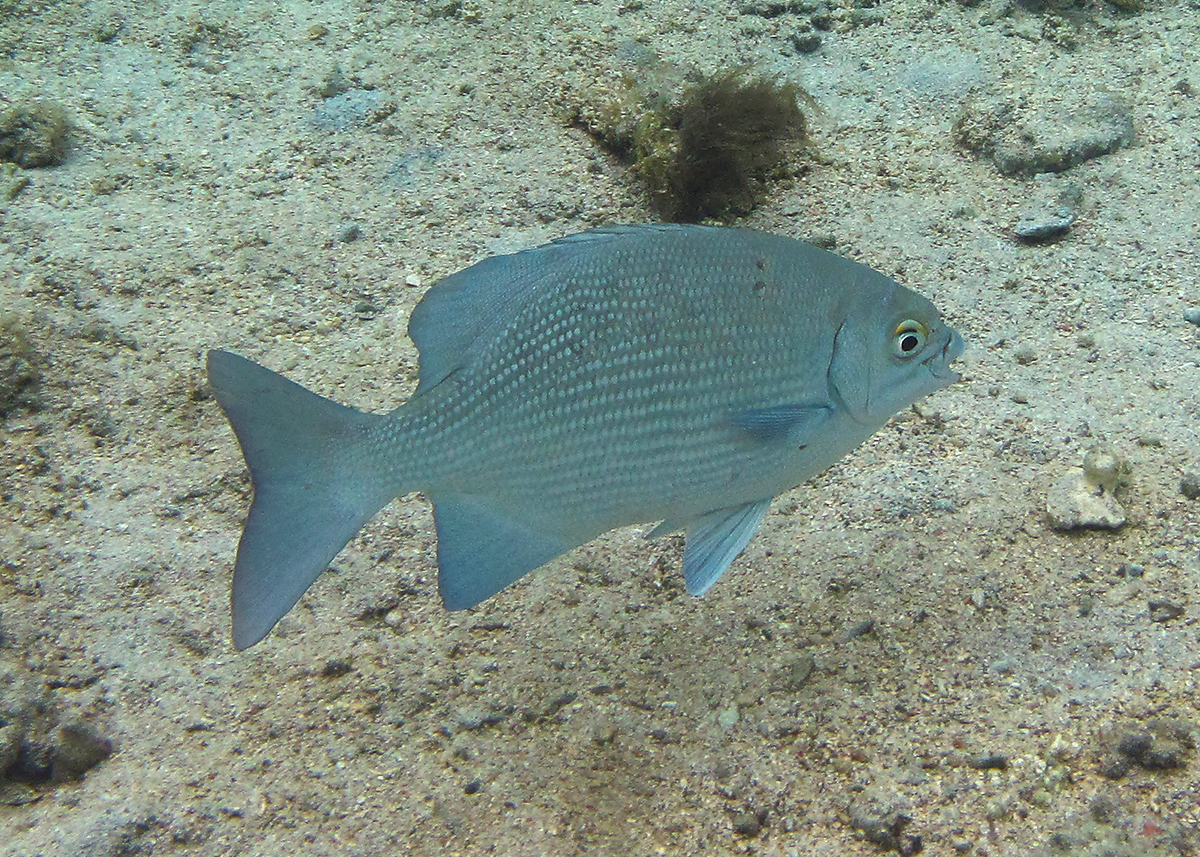
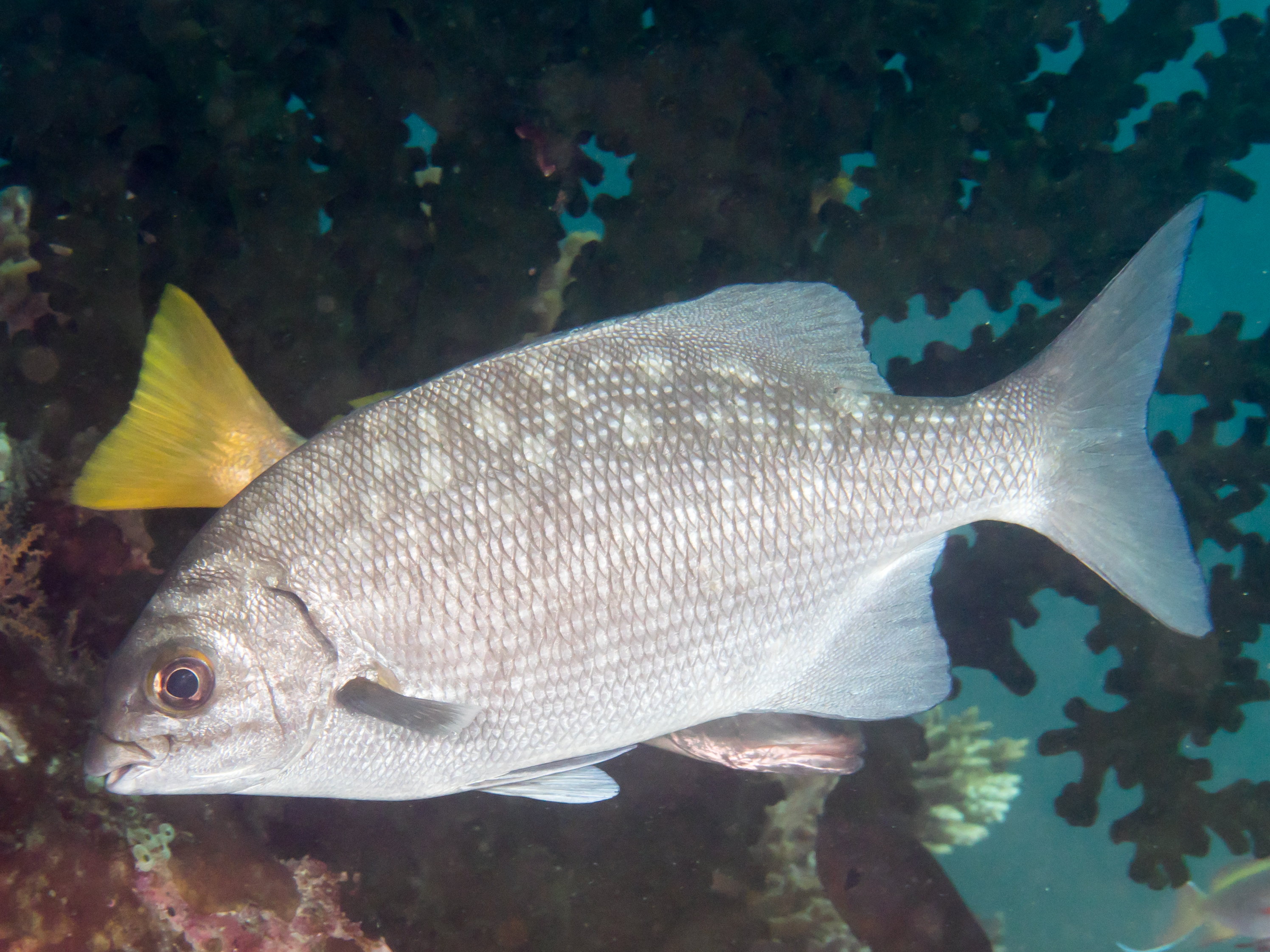
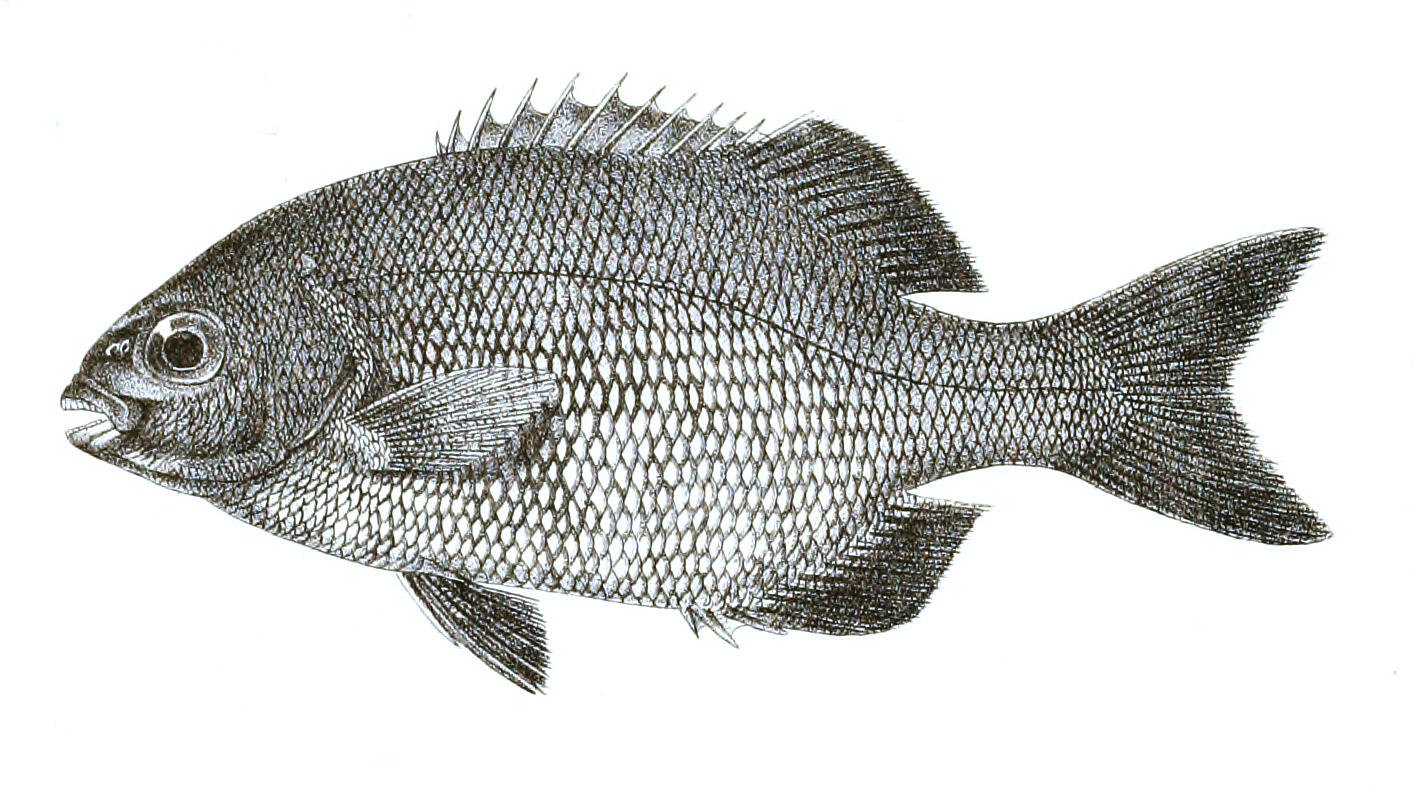
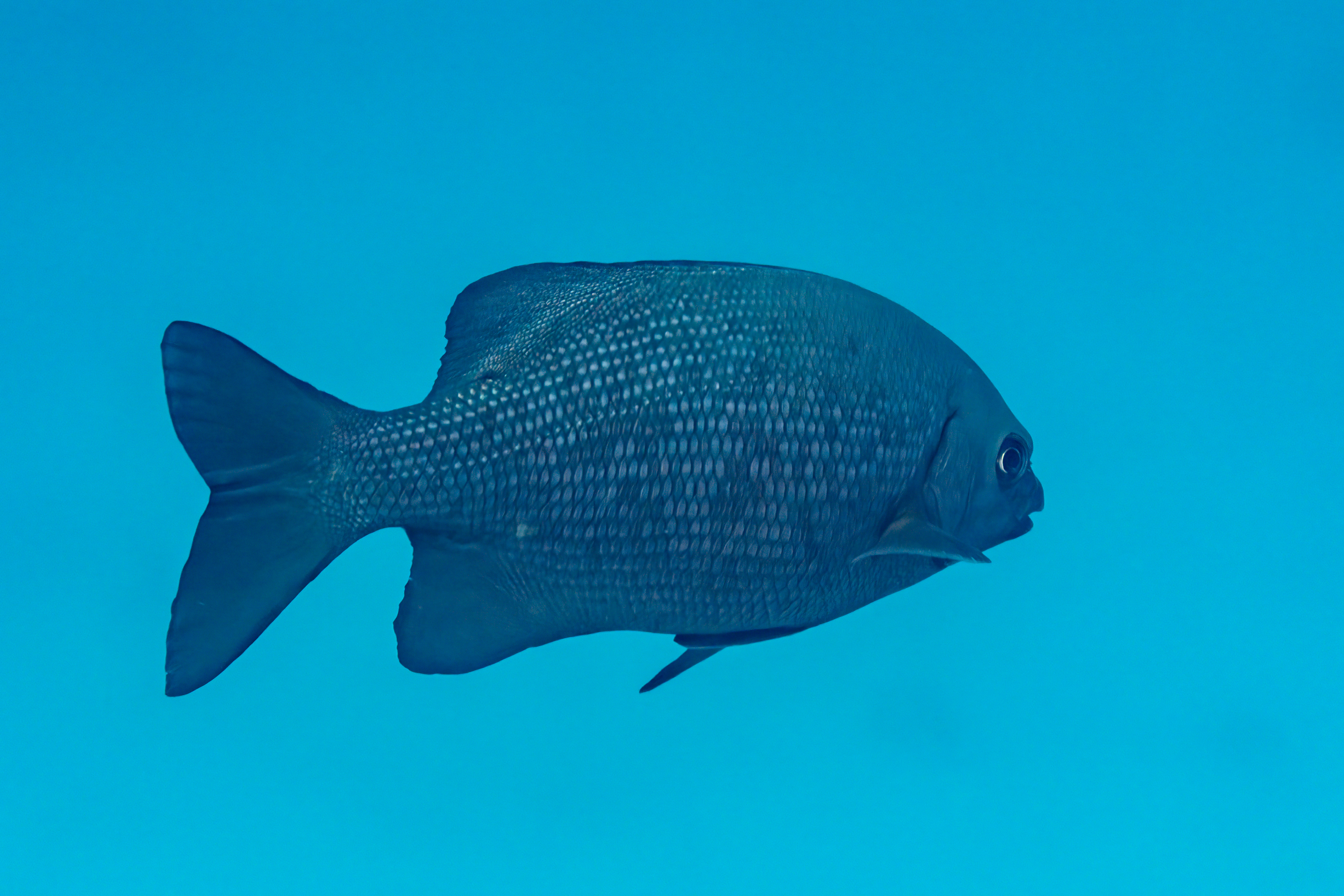

## Comportement

### Alimentation
C’est une espèce qui est exclusivement herbivore qui se nourrit uniquement d’algues et de fèces de dauphins.

### Reproduction
C’est une reproduction sexuée et comme toutes les espèces du genre Kyphosus, Kyphosus cinerascens est ovipare et gonochorique.
La taille moyenne à la première maturité sexuelle (taille à laquelle 50% des poissons sont matures) est de 20,1 cm pour les poissons mâles et de 22,6 cm pour les femelles.
Il commence à frayer en couple jusqu'à ce qu'une agrégation se forme et fraie alors en masse. Il affiche des motifs de couleur distinctifs pendant le frai. Il se reproduit occasionnellement en bancs, avec d'autres poissons de la famille des Kyphosidae, notamment K. bigibbus, K. sectratrix et K. vaigiensis. La femelle, ovipare, pond entre 76000 et 142000 œufs par an.

## Écologie

### Répartition et habitat
C’est une espèce diurne qui se trouve principalement dans la mer Rouge, l’océan Pacifique, Indien, Atlantique et dans les Caraïbes.
Les espèces adultes se trouvent en général dans les récifs rocheux et les plaines récifales dans des zones peu profondes (< 25m de profondeur) tandis que les espèces juvéniles se trouvent en général dans des débris flottants au large [1]. Elles se plaisent dans des eaux entre 23,5 et 31,2 °C.
On peut la retrouver en tant qu’individu solitaire mais aussi en bancs avec d’autres espèces telles que K. bigibbus, K. sectatrix et K. vaigiensis.

### Rôle écosystémique
C’est un poisson herbivore qui se spécialise dans le broutage de grandes algues et est donc particulièrement important dans les récifs coralliens car son activité sert de régulateur dans la compétition coraux-algues permettant d’éviter que les algues prennent le dessus sur les coraux.

## Relation avec l'Homme
Cette espèce a une importance commerciale et récréative mineure dans l'Atlantique ouest. Elle est capturée accidentellement au large de Veracruz, au Mexique, et parfois consommée.
De fait, la chair est comestible, mais dans certaines régions, elle n'est pas appréciée en raison de l'odeur émanant de la chair. Cependant c'est un poisson de récif important pour les habitants des Îles Cook. Il est le plus souvent capturé avec des filets maillants, des lignes à main et des lances.
Il n'existe pas d'estimations officielles des débarquements, car ce poisson est presque toujours capturé comme prise accessoire par les petits navires de pêche commerciale et dans les pêches de subsistance dans tout le Pacifique occidental et l'Indo-Pacifique. Il a également été signalé comme étant l'un des poissons les plus abondants dans les pièges à phoques près de l'atoll de Kure.